# 러시아 웹 여단
러시아 웹 여단(Russian trolls, Russian bots, Kremlinbots, Kremlins 또는 Rustapar라고도 함)은 정부가 후원하는 익명의 인터넷 정치 평론가이자 러시아 정부와 연결된 트롤이다. 참가자들은 러시아 및 국제 정치 블로그와 인터넷 포럼에 참여하는 팀과 해설자 그룹으로 구성되어 있으며, 친 푸틴과 친 러시아 선전을 촉진하기 위해 다중 계정, 소셜 봇, 대규모 조율된 트롤링 및 허위 정보 캠페인을 사용한다. 말레이시아 항공 17편 격추 사건과 러시아-우크라이나 전쟁에 관한 러시아 위키백과의 기사는 러시아 인터넷 선전 매체의 표적이 되었다. 2019년 6월, 조율된 친정부 및 반대 편향을 소개하는 12명의 편집자 그룹이 러시아 위키백과에서 차단되었다. 2022년 우크라이나에 대한 러시아의 전쟁 중에 크렘린 트롤은 여전히 많은 소셜 미디어에서 활동했으며 전쟁 사건과 관련된 잘못된 정보를 퍼뜨리고 있었다.
크렘린 트롤은 블라디미르 푸틴의 측근이자 전쟁 범죄를 저지른 것으로 알려진 용병 바그너 집단의 수장인 예브게니 프리고진이 운영하는 상트페테르부르크 기반 회사인 인터넷 조사 기관과 밀접하게 연결되어 있다.

## 배경
"웹 여단"의 존재에 대한 최초의 문서화된 주장은 2003년 4월 Vestnik 온라인 기사 "The Virtual Eye of Big Brother"에 프랑스 언론인 Anna Polyanskaya(암살된 러시아 정치인 Galina Starovoitova의 전 조수)와 다른 두 명의 저자가 쓴 것으로 보인다.저자들은 1998년까지 러시아 인터넷 사이트(Runet)의 포럼에 대한 기여가 주로 자유주의 및 민주적 가치를 반영했지만 2000년 이후에는 대부분의 기여가 전체주의적 가치를 반영했다고 주장한다. 이러한 급격한 변화는 러시아 연방보안국이 조직한 것으로 보이는 친러시아 논평팀이 등장한 데 따른 것이다. 저자들에 따르면, 러시아 인터넷 포스터의 약 70%는 1998-1999년 이전에 일반적으로 자유주의적인 견해를 담은 반면, "반민주적" 게시물(약 60-80%)은 2000년 많은 러시아 포럼에서 갑자기 급증했다. 이 기간 동안 일반 러시아 인구의 인터넷 액세스가 급증했으며 그때까지는 사회의 일부 계층에서만 액세스할 수 있었다는 사실을 반영해야 한다.
2012년 1월, 스스로를 어나니머스의 러시아 지부라고 부르는 핵티비즘 그룹이 친 푸틴 청소년 조직인 나시(많은 정부 관리 포함)의 전직 및 현 지도자들에게 속한 것으로 추정되는 방대한 양의 이메일 모음을 게시했다. 유출된 정보를 조사한 언론인들은 친 푸틴 운동이 2011년 가을에 콘텐츠를 게시하기 위해 해설자에게 돈을 지불하고 블로그 등급을 가로채는 등 다양한 활동에 참여했음을 발견했다. 댓글이 답장을 받았는지 여부에 따라 댓글당 85루블(약 미화 3달러) 이상이 부여되었다. 일부는 인터넷에서 부정적인 언론 기사에 수백 건의 댓글을 남긴 대가로 60만 루블(약 2만1000달러)을 받고 아이패드를 선물로 받기도 했다. 많은 유명 블로거들도 나시와 정부 활동을 홍보한 대가로 돈을 받는 것으로 언급되었다. 유출의 표적이 된 최고위급 개인인 바실리 야케멘코(Vasily Yakemenko)를 이끄는 연방 청소년 기관(Federal Youth Agency)은 이메일의 진위 여부에 대해 언급을 거부했다.
2013년 프리덤 하우스 보고서에 따르면 조사 대상 60개국 중 22개국이 온라인 상에서의 여론을 조작하기 위해 친 정부 코멘터를 고용하고 있으며 러시아는 중국, 바레인과 함께 몇 년 동안 이 관행의 최전선에 있었다고 밝혔다. 같은 해에 러시아 기자들은 최소 400명을 고용하고 있는 상트페테르부르크 인터넷 조사 기관을 조사했다. 그들은 이 기관이 야당 지도자 알렉세이 나발니와 미국 정치와 문화를 비방하는 친 러시아 게시물과 댓글을 작성하기 위해 돈을 받는 "인터넷 운영자"로 젊은이들을 은밀히 고용한 것을 발견했다.
| “ | 각 댓글 작성자는 하루에 100개 이상의 댓글을 작성하고, 다른 방에 있는 사람들은 하루에 4개의 게시물을 작성하고, 그 게시물은 가능한 한 널리 소셜 네트워크에 게시하는 임무를 맡은 다른 직원에게 전달되었다. | ” |

일부 러시아 야당 언론인들은 그러한 관행이 러시아에 남아있는 소수의 독립 언론 매체에 오싹한 영향을 미친다고 말한다.
2014-15년에 러시아 야당 신문인 노바야 가제타와 현대 러시아 연구소는 러시아-우크라이나 전쟁 동안 친러시아 여단의 활동이 절정에 이르렀고 보리스 넴초프 피살 사건에 영감을 받아 추가 조사를 수행했다. 푸틴의 정책을 홍보하기 위해 "트롤 군대"를 사용하는 노력은 수백만 달러 규모의 작전으로 보고된다. 영국 가디언 신문의 조사에 따르면 친러시아 논평의 홍수는 '정보-심리 전쟁 작전'의 일환이다. 한 트위터 봇 네트워크는 보리스 넴초프의 사망과 우크라이나 분쟁과 관련된 사건 이후 부정적인 댓글을 스팸으로 보내기 위해 20,500개 이상의 가짜 트위터 계정을 사용하는 것으로 문서화되었다.
독립 고객 협회(Independent Customers' Association)에서 작성한 원본 기사를 기반으로 한 기사가 2008년 5월 Expertiza.Ru에 게시되었다. 이 문서에서 웹 여단이라는 용어는 팀 "G"라는 용어로 대체된다.
대통령 재임 중 도널드 트럼프는 러시아인이 운영하는 가짜 계정의 트윗을 리트윗했다. 2017년, 그는 약 40명의 유명인사 및 정치인과 3,000개 이상의 글로벌 뉴스 매체에 포함되어 실수로 러시아 트롤 팜 계정의 콘텐츠를 공유한 것으로 확인되었다.

## 행동 양식
웹 여단 해설자들은 때때로 국가의 야당을 비판하고 크렘린이 지원하는 정책 입안자를 홍보하는 게시물을 하루에 수백 개 남긴다. 해설자들은 소련 지도자 이오시프 스탈린의 역사적 역할, 정치적 야당, 미하일 호도르코프스키와 같은 반체제 인사, 살해된 언론인, 국제 분쟁 또는 경쟁 사례(에스토니아, 조지아, 우크라이나뿐만 아니라 미국과 유럽 연합의 외교 정책도 포함) 등을 포괄하는 터부시되는 토론에 일괄적으로 반응한다. 저명한 언론인이자 러시아 전문가인 피터 포메란체프는 러시아의 노력이 청중을 설득하기보다는 혼란스럽게 하는 데 목적이 있다고 믿고 있다. 그는 그들이 정보를 검열할 수는 없지만 "음모 이론과 소문으로 정보를 폐기"할 수 있다고 말한다.
의심을 피하기 위해 사용자는 여행, 요리 및 애완 동물에 대한 중립 기사 사이에 정치적 발언을 삽입한다. 그들은 의미 있는 대화를 불가능하게 만들기 위해 미디어의 댓글 섹션을 압도한다.
| “ | 이러한 인터넷 트롤에 의해 생성된 효과는 그다지 크지 않지만, 이러한 트롤이 거기에 앉아 있으면 사람들이 기사에 대한 댓글을 중단하고 자신이 좋아하지 않는 사람들에게 지속적으로 공격적이고 적대적인 분위기를 조성하기 때문에 특정 포럼을 무의미하게 만든다. 트롤들은 특정 뉴스에 진창과 학대의 급류로 반응한다. 이것은 합리적인 사람이 그에 대해 언급하는 것을 무의미하게 만든다. | ” |

모이 라이언이 발행한 유출된 문서 모음에 따르면 "트롤 소굴"에서의 작업은 일련의 지침에 의해 엄격하게 규제된다. 유출된 파일에 따르면 에이전시 직원이 작성한 모든 블로그 게시물에는 주간 근무 시 "700자 이상", 야간 근무 시 "1,000자 이상"이 포함되어야 한다. 게시물의 본문과 헤드라인에 그래픽과 키워드를 사용하는 것도 의무 사항이다. 일반적인 지침 외에도 블로거에게는 우크라이나, 러시아의 내부 반대, 서방과의 관계와 같은 특정 문제에 대한 키워드 및 논점인 "기술적 작업"도 제공된다. 평균 근무일에 근로자는 뉴스 기사를 50번 게시해야 한다. 각 블로거는 하루에 최소 3개의 게시물을 게시하고 하루에 최소 두 번 그룹으로 뉴스를 토론하는 6개의 Facebook 계정을 유지해야 한다. 첫 달 말까지 그들은 구독자 500명을 확보하고 각 항목에 대해 하루에 최소 5개의 게시물을 올릴 것으로 예상된다. 트위터에서 블로거들은 최대 2,000명의 팔로워가 있는 10개의 계정을 관리하고 하루에 50번 트윗할 것으로 예상된다.

## 타임라인
2015년에 로렌스 알렉산더(Lawrence Alexander)는 Internet Research Agency의 니키타 포드고니(Nikita Podgorny)가 운영하는 것으로 알려진 동일한 구글 애널리틱스 식별자 및 도메인 등록 세부 정보를 공유하는 선전 웹사이트 네트워크를 공개했다. 웹사이트는 주로 우크라이나, 유로마이단, 러시아 반대 및 서방 정책을 공격하는 데 초점을 맞춘 인터넷 밈 저장소였다. 이 클러스터의 다른 웹사이트는 푸틴 대통령과 러시아 민족주의를 홍보하고 반 서방 및 친 바샤르 알 아사드 관점을 제시하는 시리아 소식을 퍼뜨렸다.
2015년 8월, 러시아 연구원들은 특정 구문에 대한 구글 검색 통계를 해당 구문의 지리적 기원과 연관시켰고, 2013년부터 정치적으로 로드된 특정 구문(예: "Poroshenko", "Maidan", "sanctions")의 증가와 인터넷 조사 기관의 본사이기도 한 Olgino와 같은 러시아의 위치와 같은 매우 작고 주변에서 발생하는 것을 관찰했다. 인터넷 조사 기관은 또한 반 서구 전시회 Material Evidence의 주요 후원자로 보인다.
2015년부터 핀란드 기자 제시카 아로(Jessikka Aro)는 웹 여단과 러시아 트롤에 대해 조사했다. 또한 서구 언론인들은 현상을 언급하고 전통적인 미디어를 지지했다.
2019년 5월, 조지 워싱턴 대학교의 연구에서 러시아 트위터 봇이 2018년 양측의 의견을 게시함으로써 미국의 백신 접종 반대 논쟁을 불붙이려 했다는 사실이 밝혀졌다고 보도되었다.
2019년 6월, 조율된 친 정부 및 반대 편향을 소개하는 12명의 편집자 그룹이 러시아어 위키백과에서 차단되었다. 2019년 7월, 인터넷 조사 기관(Internet Research Agency) 요원 2명이 리비아에서 구금되어 지방 선거에 영향을 미치려 시도한 혐의로 기소되었다. 그들은 선전 웹사이트인 USA Really의 매니저인 알렉산더 말케비치의 직원들인 것으로 알려졌다.
2020년 조사 회사인 그라피카(Graphika)는 2014년부터 운영되고 있는 코드명 "Secondary Infektion"(80년대의 감염 작전을 암시)이라는 특정 러시아 허위 정보 그룹에 대해 자세히 설명하는 보고서를 발표했다. 이 그룹은 6년 동안 7개 언어로 2,500개 이상의 항목을 300개 이상의 플랫폼에 게시했다. 소셜 미디어(페이스북, 트위터, 유튜브, 레딧) 및 토론 포럼과 같은 이 그룹은 이민, 환경, 정치, 국제 관계 및 "유출된 문서"로 제시된 자주 사용되는 가짜 이미지와 관련하여 매우 분열적인 주제를 전문으로 한다.
2022년 2월부터 우크라이나에서 러시아 전쟁을 지원하기 위한 특별한 시도가 있었다. 페이스북과 유튜브를 타겟팅하기 위해 특별한 노력을 기울였다.

### 2022년 우크라이나 전쟁
2022년 5월 우크라이나와의 러시아 전쟁 중에 IRA(Internet Research Agency)가 고용한 것으로 알려진 트롤은 틱톡으로 발판을 확장하여 전쟁 사건에 대한 잘못된 정보를 퍼뜨리고 우크라이나 전쟁에 대해 의문을 제기하거나 의심을 퍼뜨리려고 시도한 것으로 알려졌다. 진짜처럼 보이는 프로필에는 수십만 명의 팔로워가 있다고 한다. IRA는 인스타그램, 텔레그램 등 다양한 플랫폼에서 활동 중인 것으로 알려졌다.

## 참고

### 다른 국가에서 여론에 영향을 미치는 작업
다른 국가 및 기업은 유료 인터넷 댓글 작성자를 사용하여 다른 국가의 여론에 영향을 미쳤다. 몇 가지 예가 아래에 나와 있다. (참고: 아래 목록에 있는 대부분의 작전은 러시아의 웹 여단보다 규모가 작으며 모든 작전이 잘못된 정보의 확산과 관련된 것은 아니다.)
- 50 Cent Party - China
- AK Trolls – Turkey
- Hasbara – Israel
- Internet Water Army – China
- Jewish Internet Defense Force – Israel
- Joint Threat Research Intelligence Group – United Kingdom
- Little Pink – China
- Operation Earnest Voice – United States
- Public opinion brigades – Vietnam
- Voluntary Agency Network of Korea - South Korea
- Bot Brigades - Serbia

### 관련 주제
- Active measures
- Cyberwarfare by Russia
- Fake news website
- Social media in the 2016 United States presidential election
- State-sponsored Internet propaganda
- Troll farm
- Vulkan files leak

## 문학
- Jolanta Darczewska: 러시아 정보전 분석: 크림 작전, 사례 연구 . 동부 연구 센터, 바르샤바 2014,ISBN 978-83-62936-45-8 ( PDF )
- Peter Pomerantsev & Michael Weiss: The Menace of Unreality: How the Kremlin Weaponizes Information, Culture and Money . 현대 러시아 연구소, 뉴욕 2014 ( PDF 보관됨 2016-11-26 - 웨이백 머신 )